# Monoxenus lujae
Monoxenus lujae är en skalbaggsart som först beskrevs av Hintz 1911.  Monoxenus lujae ingår i släktet Monoxenus och familjen långhorningar.
Artens utbredningsområde är Gabon. Inga underarter finns listade i Catalogue of Life.